# Мој ујак (филм)
Мој ујак (француски изговор: (француски изговор: )) је комедија француског режисера Жак Татија из 1958. године. Први Татијев филм који је објављен у боји, Филм Мој ујак је освојио Оскара за најбољи филм на страном језику, специјалну награду на Филмском фестивалу у Кану 1958. године и награду круга филмских критичара Њујорка за најбољи филм на страном језику, који је добио више признања од било којег другог Татијевог филмског дела.
Филм се усредсређује на друштвено незгодан, али симпатичан лик господина Хулоа и његову донкихотовску борбу са послератном француском заљубљеношћу у модерну архитектуру, механичку ефикасност и конзумеризам. Као и код већине Тати филмова, Мон Онцле је углавном визуелна комедија; боје и осветљење се користе да би се испричала прича. Дијалог у Мон Онцлеу је једва чујан и у великој мери подређен улози звучног ефекта. Звукови жестоких расправа и беспослених шала допуњују друге звуке и физичке покрете ликова, појачавајући комични ефекат. Комплексни звучни запис такође користи музику за карактеризацију окружења, укључујући живу музичку тему која представља Хулотов свет комичне неефикасности и слободе.
На свом дебију 1958. године у Француској, Мој ујак је био осуђиван од стране неких критичара због онога што су сматрали реакционарним или чак поујадистичким погледом на француско потрошачко друштво у настајању, које је у последње време прихватило нови талас индустријске модернизације и ригиднију друштвену структуру. Међутим, ова критика је убрзо попустила пред огромном популарношћу филма у Француској и иностранству – чак и у Сједињеним Државама, где су дивља дискрециона потрошња и рецесија довели и деснице и левице да доводе у питање економске и друштвене вредности доба. Филм је био још један велики успех за Татија, са укупно 4.576.928 примљених у Француској.

## Радња филма
Господин Хулот (Jacques Tati) је сањиви, непрактичан и обожавани ујак деветогодишњег Жерара Арпела, који живи са својим материјалистичким родитељима, господином и госпођом Арпел, у ултрамодерној геометријској кући и башти, Вила Арпел, у новом предграђу Париза, смештена одмах иза трошних камених зграда старих градских четврти. Жерарови родитељи су укорењени у егзистенцију посла налик машинама, фиксне родне улоге, стицање статуса кроз имовину и упадљиве приказе како би импресионирали госте, као што је фонтана у облику рибе у центру баште која, у покрету, госпођа Арпел се активира само за важне посетиоце.
Сваки елемент Виле Арпел је стилски, а не функционално дизајниран, стварајући окружење потпуно равнодушно према удобности или недостатку удобности њених станара. Одабирући модерну архитектуру да нагласи своју сатиру, Тати је једном изјавио: "Les lignes géométriques ne rendent pas les gens aimables" („геометријске линије не производе допадљиве људе“). Од незгодно лоцираних степеница, преко намештаја који се тешко поставља, до кухиње пуне заглушујуће гласних апарата, сваки аспект Виле Арпел наглашава непрактичност посвећености површној естетици и електричним направама у односу на потребе свакодневног живота.
Упркос површној лепоти свог модерног дизајна, дом Арпелових је потпуно безличан, као и сами Арпелови. У ствари, господин и госпођа Арпел су потпуно подредили своју индивидуалност да би задржали свој друштвени положај и своје блиставе нове ствари. Тати наглашава своје теме везане за Арпелов начин живота (као и аутоматско радно место господина Арпела, Plastac) монохроматским нијансама и облачним данима.
Насупрот томе, господин Хулот живи у старој и запуштеној градској четврти. Он је незапослен, а градом се креће или пешке или на VéloSoleX моторизованом бициклу. Жерар, потпуно досадан стерилношћу и монотонијом свог живота са родитељима, у свакој прилици се везује за свог стрица. Ило, понекад мало више од детета, потпуно је као код Жерара, али и потпуно неефикасан у контролисању игре са својим школским друговима, који уживају у мучењу одраслих практичним шалама.  Огорчени због уочене незрелости свог рођака, Арпелови су ускоро планирали да га оседлају двоструким јармом породичних и пословних обавеза.

## Улоге
- Жак Тати као господин Хуло
- Жан-Пјер Зола као господин Арпел
- Адриенне Сервантие као Мадаме Арпел
- Ален Бекур као Жерар Арпел
- Луциен Фрегис као Монсиеур Пицхард
- Бети Шнајдер као Бети (кћерка станодавца)
- Жан Франсоа Марсијал као Валтер
- Доминик Мари као комшија
- Ивон Арно као Жоржет (слушкиња)
- Аделаида Даниели као Мадаме Пицхард
- Регис Фонтенаи као продавац протеза
- Клод Бадол као трговац на бувљој пијаци
- Макс Мартел као пијани човек
- Николас Батај као радник

## Продукција
Сцене за филм, које је дизајнирао Жак Лагранж, изграђене су 1956. у Victorine Studios (сада познатом као Studios Riviera), у близини Нице, и срушене након завршетка снимања.

### Енглеска верзија филма
Енглеска верзија филма, девет минута краћа од оригинала и објављена као Мој ујак, снимљена је у исто време када и верзија на француском језику. Постоје мале разлике у инсценацији сцена и у представама. У издању на енглеском језику, француски знакови су замењени онима на енглеском; важан дијалог је синхронизован на енглески, иако гласови у позадини остају на француском језику.

## Пријем
Филм Мој ујак има оцену одобравања од 94% на веб локацији агрегатора рецензија Rotten Tomatoes, на основу 32 рецензије, и просечну оцену од 8,5/10. Критички консензус сајта каже: „Најприступачнији филм Жака Татија је пеан нежним вредностима и посматрању малих детаља живота“. Bosley Crowther је рекао да филм има „шарене и спретне пратеће играче, све непрофесионалце“ и „геј, али помало монотону музику“; назвао је филм „приметно измишљеним када се предуго задржава и сувише дубоко уђе у тупост механичких ствари.
Након што сте притиснули једно дугме и једно модернистичко лице, притиснули сте их све. Господин Хулот [како га игра Тати] је у фокусу забаве, а не електричних врата и машина које истискују пластично црево.“ Кроутер је приметио да је његов стил хумора „пре више од двадесет пет година сјајно урадио Рене Рене. Цлаира у А Ноус ла Либерте и након тога Чарлија Чаплина у Модерним временима." Variety је рекао да иако је био "нешто дуг за комедију, филм Жака Татија има инвентивност, гегове, топлину и 'поетски' приступ сатири" ; похвалили су филм "стручно блокирање ликова, креативну употребу звука и избегавање свих бескорисних дијалога."